# Crodaccia Alta
La Crodaccia Alta (Hohe Schlechte Gaisl in tedesco) è una montagna delle Alpi alta 3.015 m. 
Dal punto di vista amministrativo essa è al confine tra i comuni di Braies (Provincia autonoma di Bolzano, Trentino-Alto Adige), in particolare la località Baita del Cavallo della frazione San Vito, e di Cortina d'Ampezzo (Belluno, Veneto), in particolare la località Rifugio Ra Stua.
Dal punto di vista geografico essa si trova nella catena montuosa della Croda Rossa d'Ampezzo, parte delle Dolomiti di Braies (Dolomiti, Alpi Sud-orientali).